# FM Belfast
FM Belfast é uma banda electro/electronica de Reykjavík, Islândia.

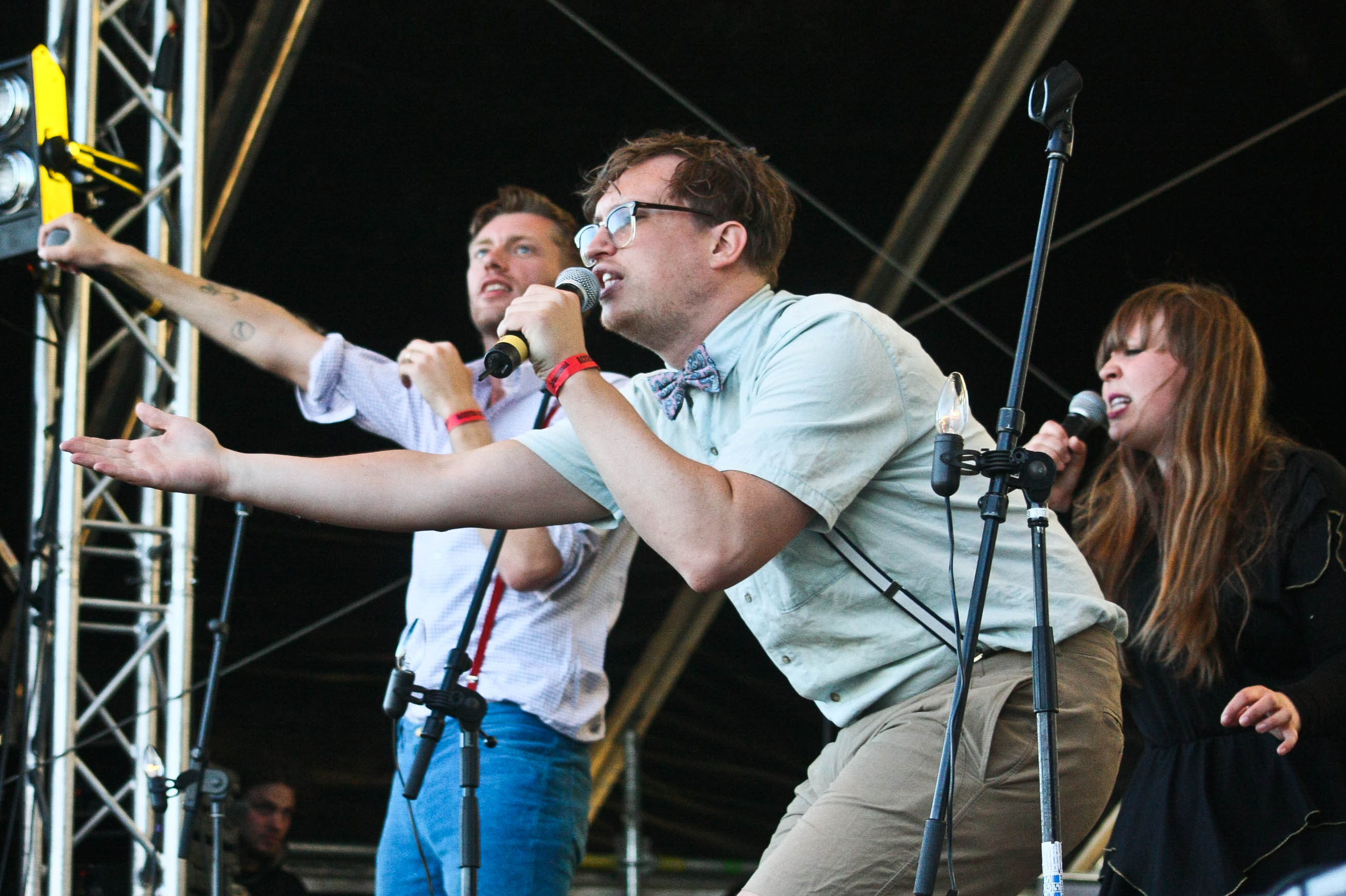
Fm belfast - sonnenrot festival 2011

Seus membros incluem Lóa Hlín Hjálmtýsdóttir, Árni Rúnar Hlöðversson, Árni Vilhjálmsson e Örvar Þóreyjarson Smárason.
Os Shows da banda regularmente se dão com diferentes percussionistas, entre eles: Sveinbjörn Pálsson, Björn Kristjánsson (Borko), Halli Civelek, Svanhvít Tryggvadóttir, Unnsteinn Manuel Stefánsson (Retro Stefson) e Þórður jörundsson (Retro Stefson).

## Discografia

### Álbuns
- how to make friends World Champion Records, 2008)

### Singles
- Lotus (Killing in the name) (2008)
- Back & Spine (featuring FM Belfast) (2007)